# Wolfgang Hromadka
Wolfgang Hromadka (* 26. prosince 1937 Ústí nad Labem) je německý právník a emeritní profesor na univerzitě v Pasově.

## Životopis
Dětství prožil v Ústí nad Labem, Heringenu a Frankfurtu nad Mohanem. V roce 1957 složil maturitu na Gymnáziu Heinricha von Gagerna. Následně zahájil studium práva na frankfurtské univerzitě. Právo pak studoval i v Mnichově a Berlíně. Od roku 1962 působil jako stážista na vrchním zemském soudě ve Frankfurtu nad Mohanem. V roce 1969 získal na curyšské univerzitě titul doktora práv. Na této univerzitě již tehdy působil jako vědecký pomocník. Následně působil ve společnosti Hoechst.
V roce 1978 Hromadka habilitoval na univerzitě v Giessenu. Profesuru získal roku 1985 na pasovské univerzitě, kde pak působil až do svého odchodu do důchodu v roce 2003. Hromadka byl v minulosti hostujícím profesorem na Humboldtově univerzitě v Berlíně, a také na Univerzitě Karlově. Taktéž působil jako přísedící u několika soudů.

## Vyznamenání
- 1998 - Pamětní medaile, 650. výročí založení Univerzity Karlovy v Praze
- 2000 - Medaile cti, Plzeň
- 2001 - Čestný doktorát, Západočeská univerzita v Plzni
- 2003 - Zlatý odznak, Zaměstnanecká asociace akademiků a manažerů chemického průmyslu